# 삼성 갤럭시 M13
삼성 갤럭시 M13(Samsung Galaxy M13)은 삼성전자가 제조한 안드로이드 스마트폰이다. 이 전화는 2022년 5월 27일에 발표되었다.